# Roberto Regazzi
Roberto Regazzi (født 20. August 1956 i Bologna, Italien) er en bemærkelsesværdig, nulevende violinbygger. Han fik sin indvielse i kunsten hos Otello Bignami. Regazzi bor og arbejder i Bologna.

## Biografi
Hans lidenskab for konstruktion af musikinstrumenter startede i en alder af 14 år. I midten af 70erne var det mest klassisk guitarbygning under vejledning af Alan Wilcox og Renato Scrollavezza.
Senere opstod muligheden for at blive elev af Otello Bignami. Dette var afgørende for hans beslutning om at stoppe fysikstudiet ved Bologna Universitet for i stedet at uddanne sig til professionel violinbygger.
Roberto Regazzi er etableret og velkendt over hele verden for den høje kvalitet af hans instrumenter. Ydermere var han præsident af en række specialiserede organisationer, herunder ”The European Association of Violin and Bow Makers”.
Hans violiner er et klart forbillede på den ”italienske” klang og er efterspurgt verden over.
Lige før århundredeskiftet startede hans produktion af musikinstrumenter. Han bliver inspireret af Guarneri del Gesú, kendetegnet ved en rig fyldig klang. Hans arbejde er også inspireret af Giuseppe Fiorini, Ansaldo Poggi og Augusto Pollastri ( Den moderne Bologna skole ).
I 2006 blev han tildelt en ærespris fra Bologna's Handelskammer for hans arbejde. Fondazione Cologni havde ønsket om at optage ham i Den Gyldne Bog af MAM (Maestro d´Arte e Mestiere), en slags Grammy Award for hans arbejde.
Rigtig mange udøvende musiker har købt, spillet eller bestilt hans instrumenter, så som Boris Belkin, Franco Mezzena, Anne-Sophie Mutter , Ruggiero Ricci, Salvatore Greco, Giovanni Adamo, Uto Ughi, Franco Gulli, Anastasiya Petryshak, Sonia Slany, Riccardo Brengola, Quartetto di Venezia, Ian van Rensburg, Peter Fisher og mange andre.
Regazzi Biblioteket er utrolig stort med en værdifuld kollektion af bøger, artikler og dokumenter om musikinstrumenter …virkelig en unik samling.
Han er medlem af mange dommerpaneler ved violinbygger-konkurrencer, som f.x. den 10. Internationale Konkurrence af The Violin Society of America (1992), Freiburg/Baden-Wurttemberg Internazionale Geigenbauwettbewerb Jacobus Stainer (1996), 5. Baveno Violin Making Competition, 2. Konkurrence S.M. della neve de Pisogne og den prestigefyldte 10.(2001) og den 14. (2001 som formand) Henryk Wieniawski Violin-Making Competition, verdens ældste begivenhed af denne slags.
Fra 70erne op til slutningen af 80erne har han også lavet en del klassiske koncert guitarer, de fleste er lavet af top udsøgt Dalbergia nigra og en meget speciel Western Thuja plicata og italiensk eller amerikansk grantræ.
Siden starten af hans karriere har ethvert instrument en indlægsseddel og er brændemærket.
Han har skrevet bøger, holdt fordrag verden rundt og organiseret kulturelle begivenheder relateret til hans kunst og arbejde.
Regazzi er den første violinbygger fra Bologna, der var udvalgt som officiel vidnesbyrd for Kunsten af den traditionelle musikinstrumentbygning på Bologna-Shanghai 2010 Expo.

## Relaterende Litteratur
- The Sound of Bologna, Bolognese Violin Making between the 1800s and 1900s - Events dedicated to Raffaele Fiorini and the Violin Making Tradition of the City, december 7–22, 2002 (italiensk og engelsk). Bologna: Florenus. 2002. ISBN 88-85250-06-8.

- In remembrance of Ansaldo Poggi (italiensk og engelsk). Bologna: Florenus. 1994.

- The Complete Luthier's Library (italiensk og engelsk). Bologna: Florenus. 1990.

- The Manuscript on Violin Making by G.A. Marchi - Bologna 1786 (italiensk og engelsk). Bologna: Forni. 1986.

- Gruppo Liutai e Archettai Professionisti (italiensk og engelsk). Bologna: ALI. 1994. s. 76–77.

## Bidrag
- https://en.wikipedia.org/w/index.php?title=Roberto_Regazzi&section=3#Publications_-_Contributions